# Tatjana Michailowna Ferdman
Tatjana Michailowna Ferdman (russisch Татьяна Михайловна Фердман; * 14. Juli 1957 in Swerdlowsk) ist eine russische Tischtennisspielerin, die in den 1970er Jahren zur Weltspitze gehörte. Sie holte einen Titel bei Weltmeisterschaften und einen Titel bei Europameisterschaften.

## Jugend
Von 1971 bis 1975 wurde Ferdman in jedem Jahr für die Jugend-Europameisterschaft nominiert. Dabei gewann sie sieben Titel: 1972 und 1975 im Einzel, im Doppel 1974 (mit Elmira Antonyan) und 1975 (mit Nadeschda Meschkowa) sowie 1971, 1973 und 1974 mit der russischen Mannschaft. Mit Antonyan erreichte sie 1973 das Doppelendspiel.

## Erwachsene
Bei den Erwachsenen nahm Ferdman an den Europameisterschaften 1974 und 1976 teil. 1976 wurde sie in Prag mit den russischen Damen Mannschafts-Europameister. 
Auch war Ferdman zweimal bei Weltmeisterschaften vertreten. Am erfolgreichsten war sie dabei 1975 in Kalkutta. Hierbei erreichte sie im Einzel als einzige Europäerin und im Doppel mit Elmira Antonyan das Halbfinale. Im Mixed wurde sie an der Seite von Stanislaw Gomoskow Weltmeister. Mit dem russischen Damenteam wurde sie sowohl 1975 als auch 1977 Sechster.
In der UdSSR-Rangliste belegte sie 1976 Platz eins, in der ITTF-Weltrangliste war sie Mitte 1975 Fünfte.

## Trainerin
Nach dem Ende ihrer Karriere arbeitete Ferdman – inzwischen unter dem Namen Tatjana Kutergina – als Trainerin. Aktuell (mindestens seit 2008) trainiert sie die Herrenmannschaft von TTSC UMMC Jekaterinburg.

## Turnierergebnisse
| Verband | Veranstaltung                         | Jahr | Ort        | Land | Einzel     | Doppel        | Mixed     | Team |
| ------- | ------------------------------------- | ---- | ---------- | ---- | ---------- | ------------- | --------- | ---- |
| URS     | Europameisterschaft                   | 1976 | Prag       | TCH  | letzte 16  | Viertelfinale |           | 1    |
| URS     | Europameisterschaft                   | 1974 | Novi Sad   | YUG  | letzte 16  |               |           |      |
| URS     | Jugend-Europameisterschaft (Kadetten) | 1972 | Vejle      | DEN  | Gold       |               |           |      |
| URS     | Jugend-Europameisterschaft (Kadetten) | 1971 | Ostende    | BEL  |            |               |           | 1    |
| URS     | Jugend-Europameisterschaft (Junioren) | 1975 | Zagreb     | YUG  | Gold       | Gold          |           |      |
| URS     | Jugend-Europameisterschaft (Junioren) | 1974 | Goppingen  | FRG  |            | Gold          |           | 1    |
| URS     | Jugend-Europameisterschaft (Junioren) | 1973 | Piraeus    | GRE  | Halbfinale | Silber        |           | 1    |
| URS     | Weltmeisterschaft                     | 1977 | Birmingham | ENG  | letzte 64  | letzte 16     | letzte 32 | 6    |
| URS     | Weltmeisterschaft                     | 1975 | Calcutta   | IND  | Halbfinale | Halbfinale    | Gold      | 6    |